# Олешев, Алексей Васильевич
Алексей Васильевич Олешев (1724—1788) — действительный статский советник, предводитель Вологодского дворянства, переводчик.

## Биография
Родился 25 сентября (6 октября) 1724 года в Вологодской губернии.
С 1741 года находился на военной службе, с 1764 года — на гражданской. В 1774 году уже имел чин действительного статского советника.
Был вологодским помещиком, владелец села Ермолово. Пользовался у современников славой просвещённого деятеля и видного писателя (см. письма М. Н. Муравьёва, который посвятил ему свою «Эклогу»), имел хорошую библиотеку. В 1780—1786 годах был Вологодским губернским предводителем дворянства.
Умер в Санкт-Петербурге 7 (18) июня 1788 года. Был похоронен на Лазаревском кладбище Александро-Невской лавры.

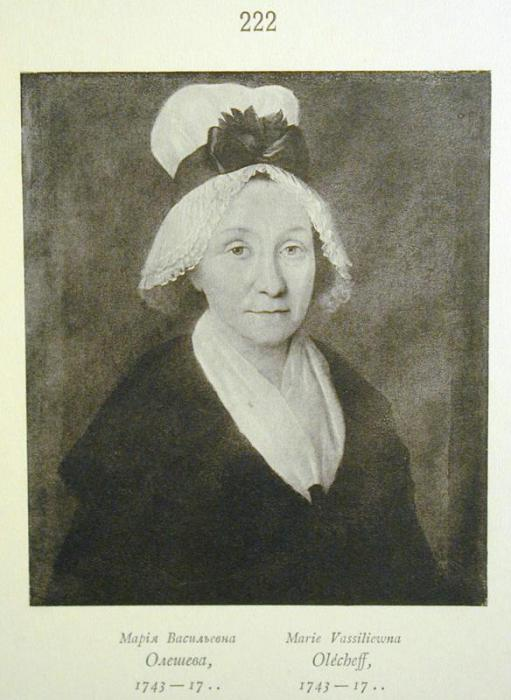
Портрет Марии Васильевны Олешевой. Репродукция, 1909

Его литературные труды: «Начертание благоденственной жизни» (СПб.: [Тип. Мор. кадет. корпуса], 1774, переводы с нем. и франц.), «Вождь к истинному благоразумию и к совершенному счастию человеческому или отборные о сих материях мысли славнейших в свете писателей: Шнальдинга, Дю-Мулина и Юнга» (СПб.: [Тип. Мор. кадет. корпуса], 1780), "" (СПб., «Надёжный, пристойный и спасительный путь к снисканию благополучия или Бриллиантовая книжка…» (СПб.: [Тип. Мор. кадет. корпуса], 1870). Все эти сочинения Сопиков считает одним, с разными заглавиями; а вторым трудом Олешева признаёт только «Цветы Любомудрия, или философические рассуждения» (СПб., 1778 и 1783). Также несколько статей Олешева были напечатаны в «Трудах вольного экономического общества», членом которого он был с 1766 года.
В 1752 году женился на младшей сестре А. В. Суворова, Марии Васильевне, с которой имел единственного сына — Василия Алексеевича, умершего бездетным. Их семейная жизнь продлилась всего 3 года; затем он женился на другой.